# 佩納菲耶爾

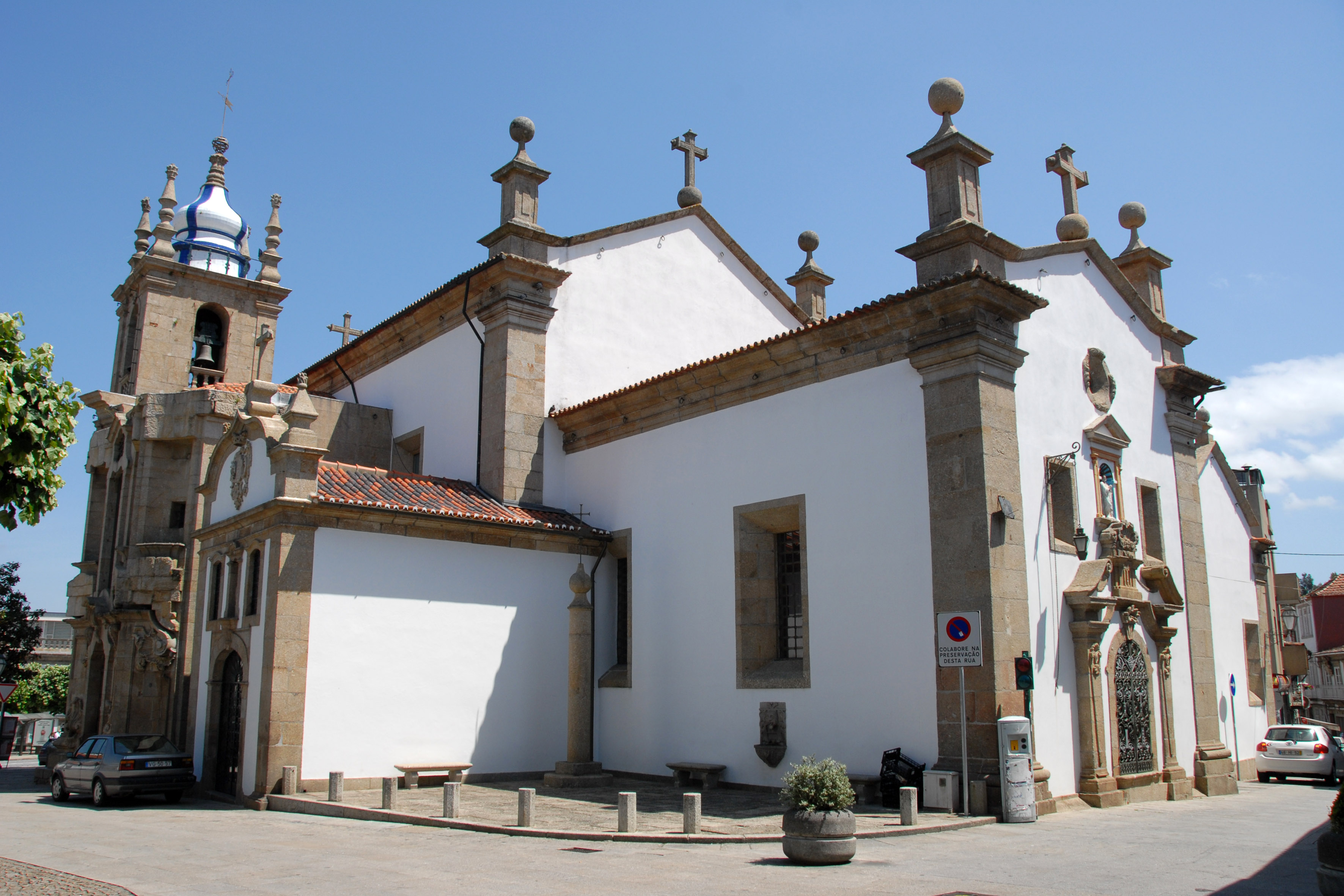

佩納菲耶爾（葡萄牙語發音：[pɨnɐfiˈɛl] ⓘ 或葡萄牙語發音：[ˌpenɐfiˈɛl] ⓘ），是葡萄牙的城鎮，位於該國西北部，由波爾圖區負責管轄，始建於1519年，面積212.24平方公里，2011年人口72,265，人口密度每平方公里340.49人。
41°12′N 8°17′W / 41.200°N 8.283°W